# Orgel Art Museum

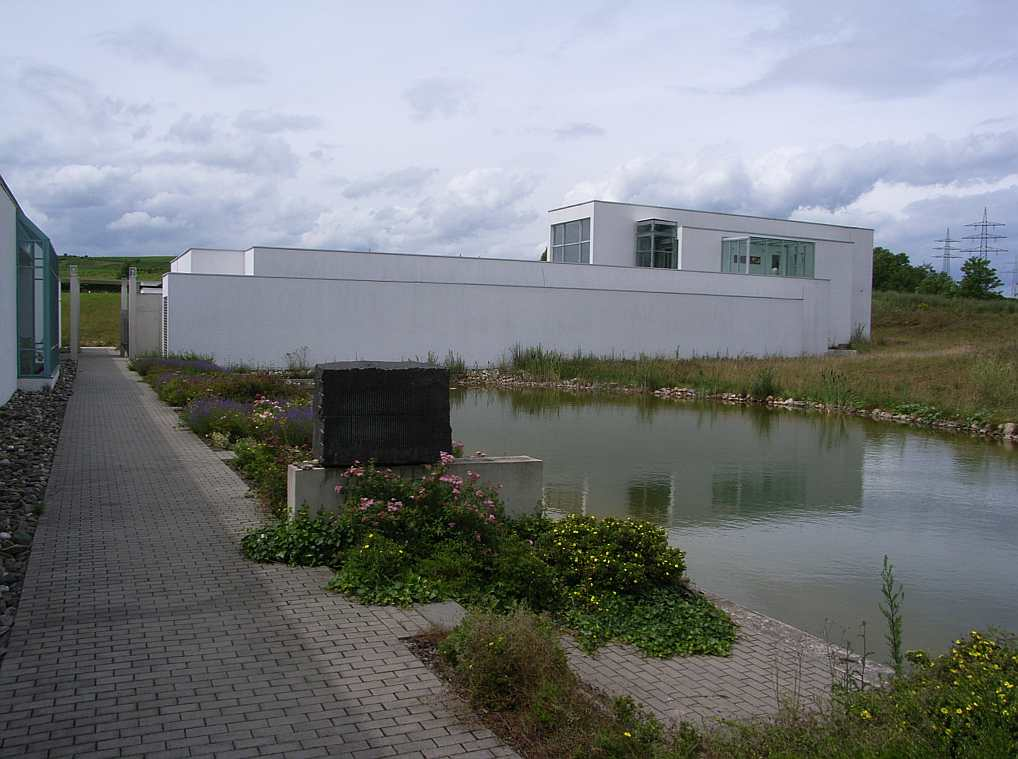
Orgel Art Museum

Das Orgel Art Museum in Windesheim im Landkreis Bad Kreuznach ist ein Musikinstrumentenmuseum. Gründungsdirektor des Orgel Art Museum ist Wolfgang Oberlinger.
Das Museum zeigt auf 900 m² über 30 Tasteninstrumente, darunter Orgelinstrumente, Clavichorde, Kunstharmonium und Tafelklaviere. Neben historischen Instrumenten finden sich hier Nachbauten und zeitgenössische Instrumente.

## Geschichte
Die Museumsbau wurde im Auftrage des Landkreises Bad Kreuznach von dem Büro Oberlinger-Architekten entworfen und 2001 eröffnet. Bis 2017 wurde das Museum vom Landkreis Bad Kreuznach betrieben. Seit 2018 ist der Betreiber ein Förderverein, zu diesem Zeitpunkt wurde auch das Gebäude von der öffentlichen Hand einer privaten Stiftung übereignet.
Am 20. August 2019 wurde im Museum die 50-Euro-Goldmünze mit dem Motiv eines Hammerflügels der Öffentlichkeit von Julia Klöckner als Vertreterin der Bundesregierung vorgestellt.

## Instrumentenbestand

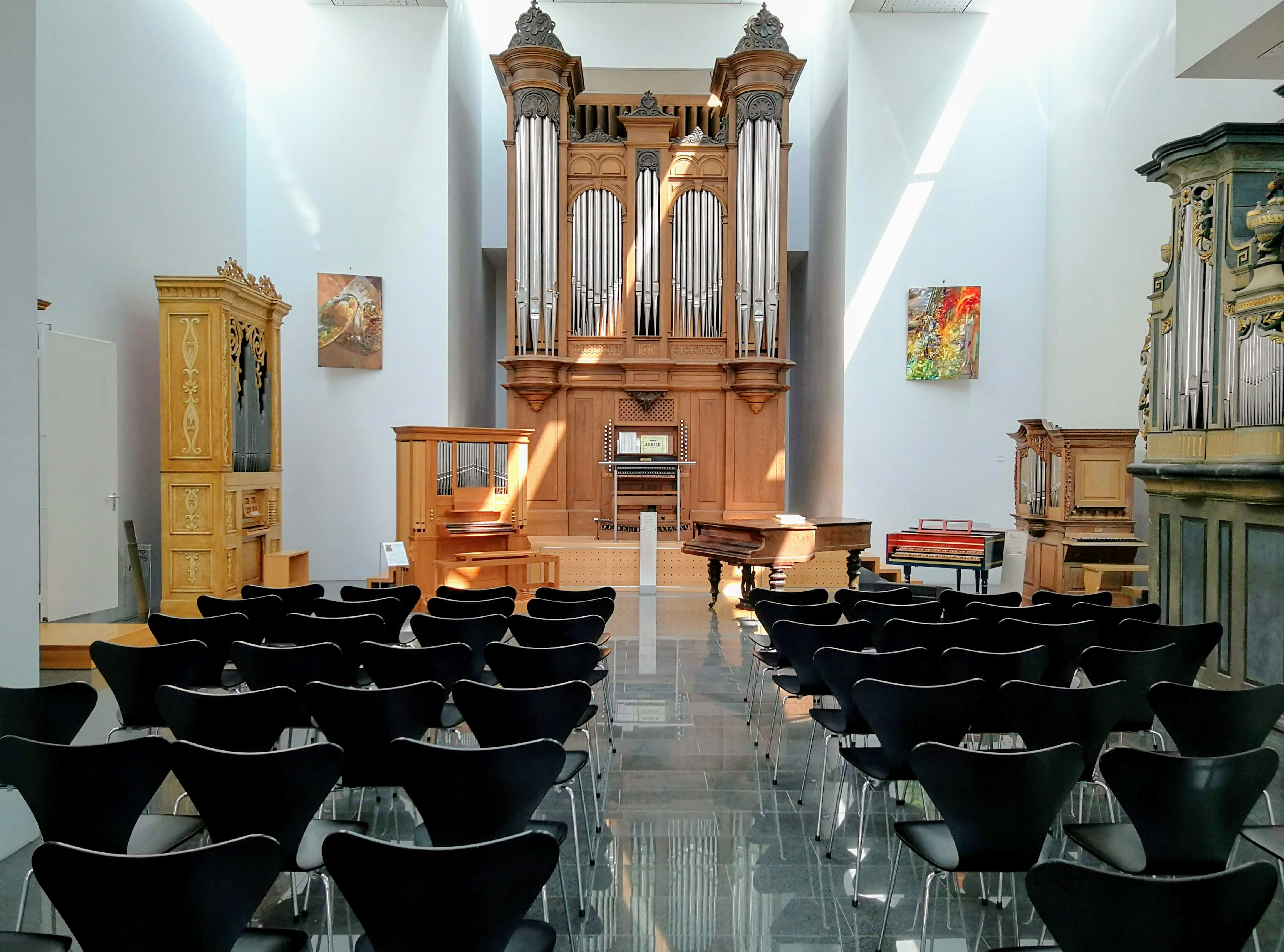
Blick in den Konzertsaal

Im Museum sind vier kleinere Orgeln aus dem 18. Jahrhundert ausgestellt, ein Werk der Familie Stumm und der Familie Bürgy (Johann Georg Bürgy und Philipp Heinrich Bürgy) sowie zwei italienische Orgeln. Weitere acht Orgelinstrumente sind Neubauten der Firma Oberlinger, vier davon sind Repliken von historischen Kleininstrumenten (Orgel aus der Gotik, Regal, Positiv, Claviorganum). Weitere drei neuere Kleinorgeln stammen von aus der Sammlung Otto Heuss.
Ein weiterer Schwerpunkt des Museums ist eine Sammlung von historischen Klavierinstrumenten (8) und Clavichorden (2). Unter den Klavieren finden sich je ein Instrument von Érard (1870) und Broadwood (1825). Der moderne Tasteninstrumentenbau ist durch ein Cembalo der Firma Neupert, einem Virginal der Firma Sassmann, einem Klavier von Sauter (1996) und Schimmel (Design Luigi Colani) vertreten.

## Exponate (Auswahl)
| Jahr     | Instrument         | Erbauer                                                     | Bild | Bemerkungen |
| -------- | ------------------ | ----------------------------------------------------------- | ---- | --- |
| 18. Jhd. | italienische Orgel | unbekannter Erbauer                                         |      | 8 Register auf einem Manual ohne Pedal, kurze Oktave                                                                            |
| 18. Jhd. | Orgel              | Stumm                                                       |      | 6 Register auf einem Manual, angehängtes Pedal                                                                                  |
| 1779     | italienische Orgel | Pietro Pirani                                               |      | 10 Register, angehängtes Pedal (CDEFGA–e)                                                                                       |
| 1780     | Hammerklavier      | Johann Conrad Bürgy                                         |      | einzig erhaltenes Bürgy-Fortepiano                                                                                              |
| 1796     | Tafelklavier       | Johann Benedikt Ernst Wegmann                               |      | [ 9 ] |
| 1802     | Orgel              | Johann Georg Bürgy und Philipp Heinrich Bürgy               |      | 13 Register auf einem Manual und Pedal, ursprünglich für Büdingen, Lutherische Kirche; weitgehend erhalten                      |
| um 1817  | Flügel             | Johann Erhard Schiedmayer                                   |      | mit zwei Kniehebeln (Filzstreifen zur Dämpfung und Dämpfungsaufhebung)                                                          |
| um 1825  | Flügel             | John Broadwood & Sons                                       |      | [ 12 ] |
| um 1850  | Tafelklavier       | Carl Mand                                                   |      | ein Pedal zur Aufhebung der Dämpfung                                                                                            |
| 1859     | Physharmonika      | Philipp J. Trayser & Cie. (Stuttgart)                       |      | mit Expression, Forte aufgeteilt in Bass/Diskant                                                                                |
| 1988     | Claviorganum       | Gebr. Oberlinger (Orgelteil), Martin Sassmann (Cembaloteil) |      | Kopie eines Originals aus schottischem Privatbesitz (1745); zweimanualig: Orgel mit 5 Registern auf I und Cembalo auf I und II  |
| 2001     | Orgel              | Gebr. Oberlinger                                            |      | Konzertorgel mit 19 Registern auf zwei Manualen und Pedal, 3. Manual zum Ausbau vorbereitet; im Stil von Aristide Cavaillé-Coll |